# Černá studnice
Černá studnice (deutsch: Schwarzbrunn(berg), auch Schwarzbrunnkoppe) ist ein Berg im tschechischen Teil des Isergebirges im Okres Jablonec nad Nisou. Der 869 m n.m. hohe Gipfel gilt als Hausberg von Jablonec nad Nisou. Über den Bergkamm verläuft die Wasserscheide zwischen Ostsee und Nordsee. An seinem nördlichen Fuß entspringt in Nová Ves nad Nisou die Lausitzer Neiße und südwestlich in Maršovice die Mohelka.
1885 machte der „Deutsche Gebirgsverein für das Jeschken- und Isergebirge“ die beiden Gipfelfelsen zugänglich und baute eine erste Schutzhütte.
Die Schwarzbrunnwarte mit steinernem Aussichtsturm wurde 1905 eröffnet. Der solide Turm, welcher vom Gablonzer Architekten Robert Hemmrich projektiert und vom Baumeister Corazza ausgeführt wurde, gilt mit seinen 26 Metern als einer der höchsten im Isergebirge. 160 cm dicke Grundmauern aus bis zu 3 Tonnen schweren Granitquadern verleihen die nötige Standfestigkeit, um den rauen Umweltbedingungen im Gipfelbereich widerstehen zu können.
Unmittelbar neben dem Turm entstand ein Unterkunftshaus.  Nach dem letzten Ausbau erreichte das Haus eine Kapazität von 300 Personen. Im Erdgeschoss befindet sich ein Restaurant.
1925 wurde auf dem Schwarzbrunnberg ein Arboretum angelegt. Nach seiner Verwüstung in den Jahren nach dem Zweiten Weltkrieg wurde der kleine botanische Garten 2009 neu errichtet.

Impressionen auf dem Berg
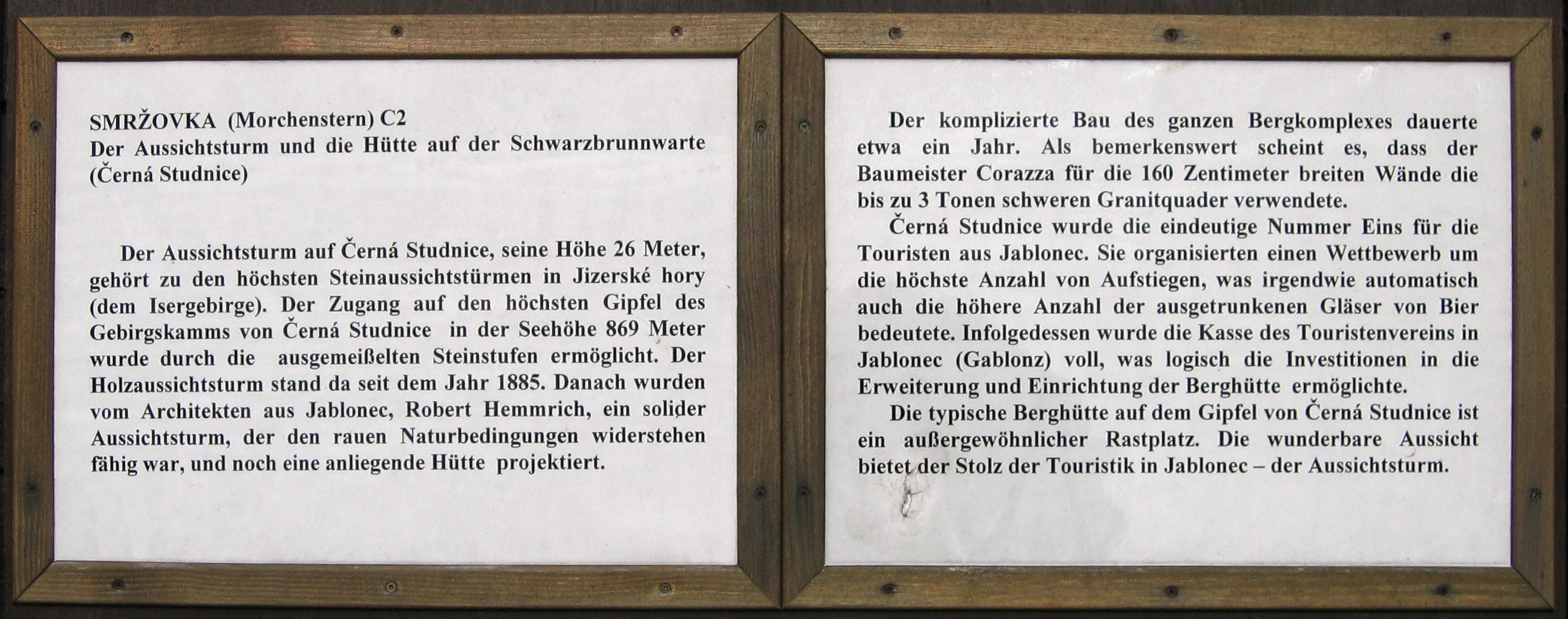
Infotafel auf dem Berg
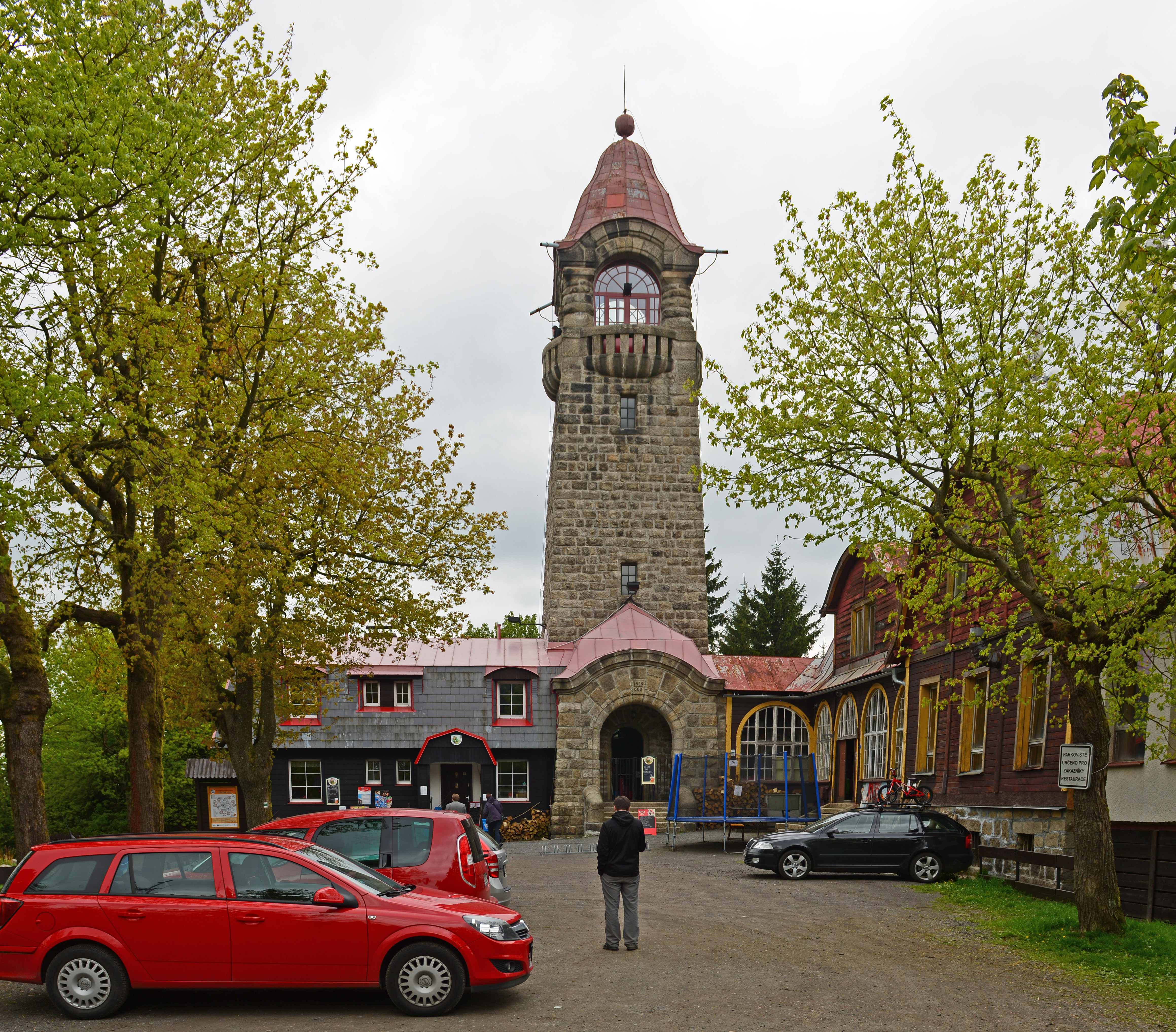
Schwarzbrunnwarte
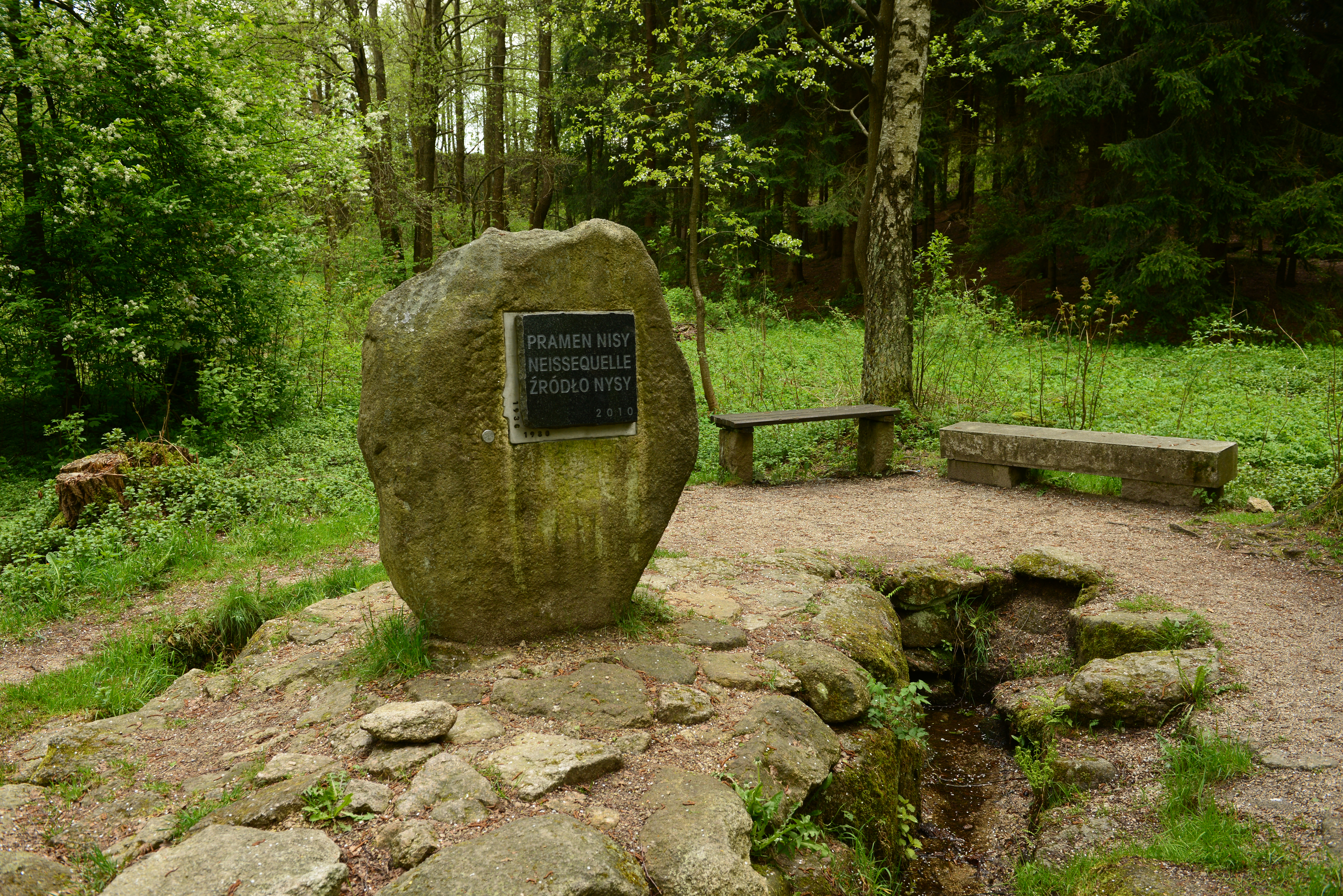
Quelle der Lausitzer Neiße
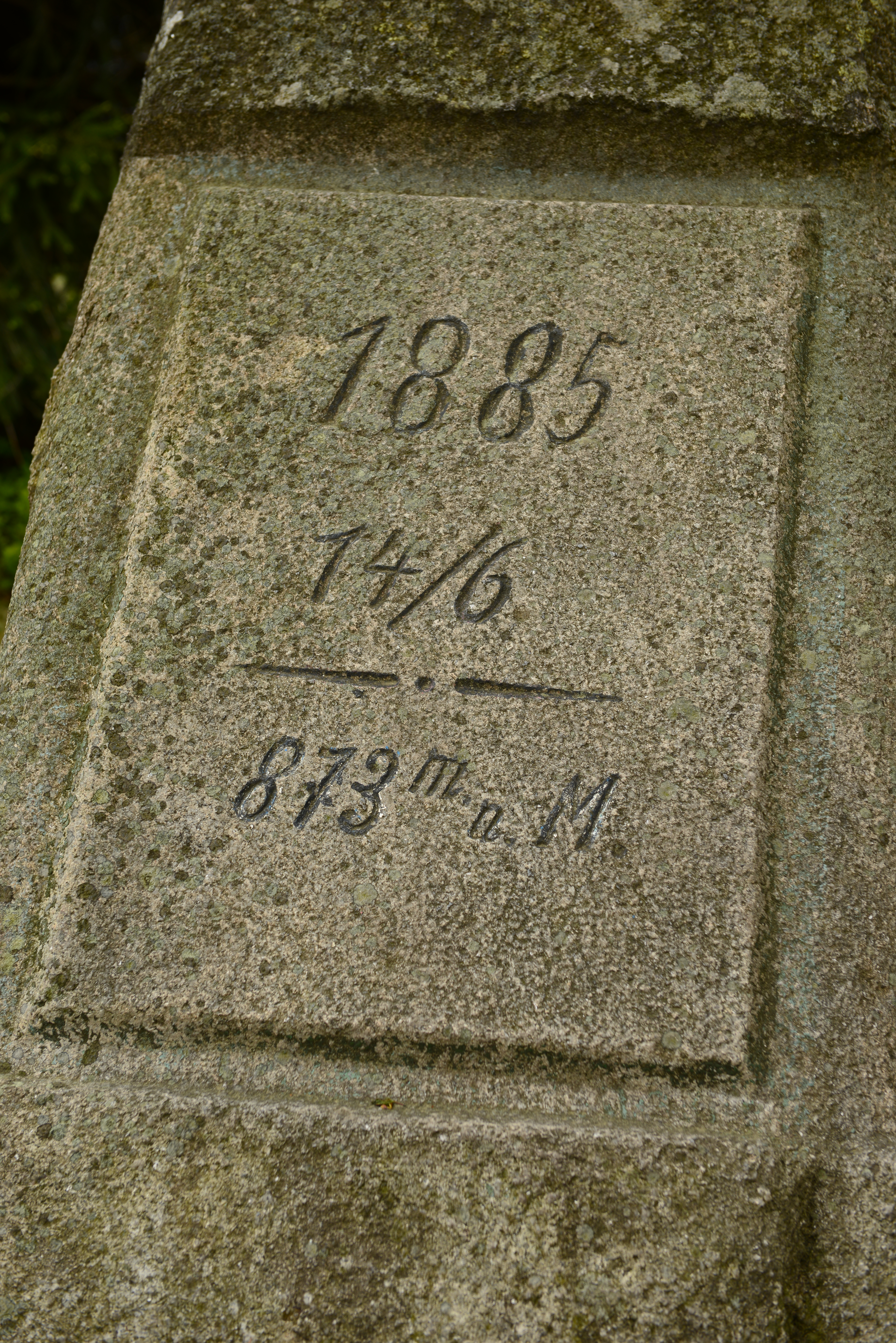
Höhenmarke 873 M. ü. M. von 1885
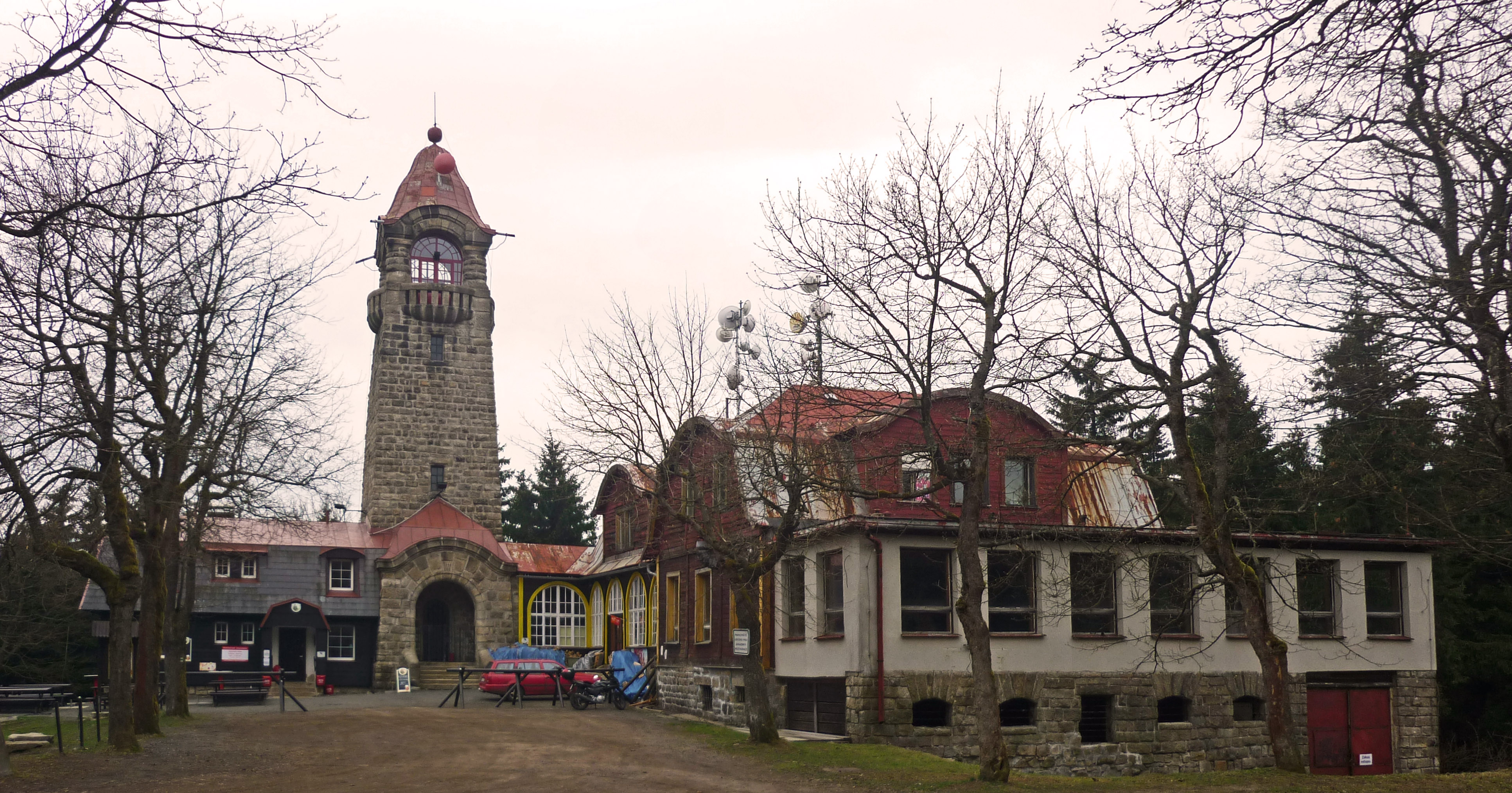
Schwarzbrunnwarte
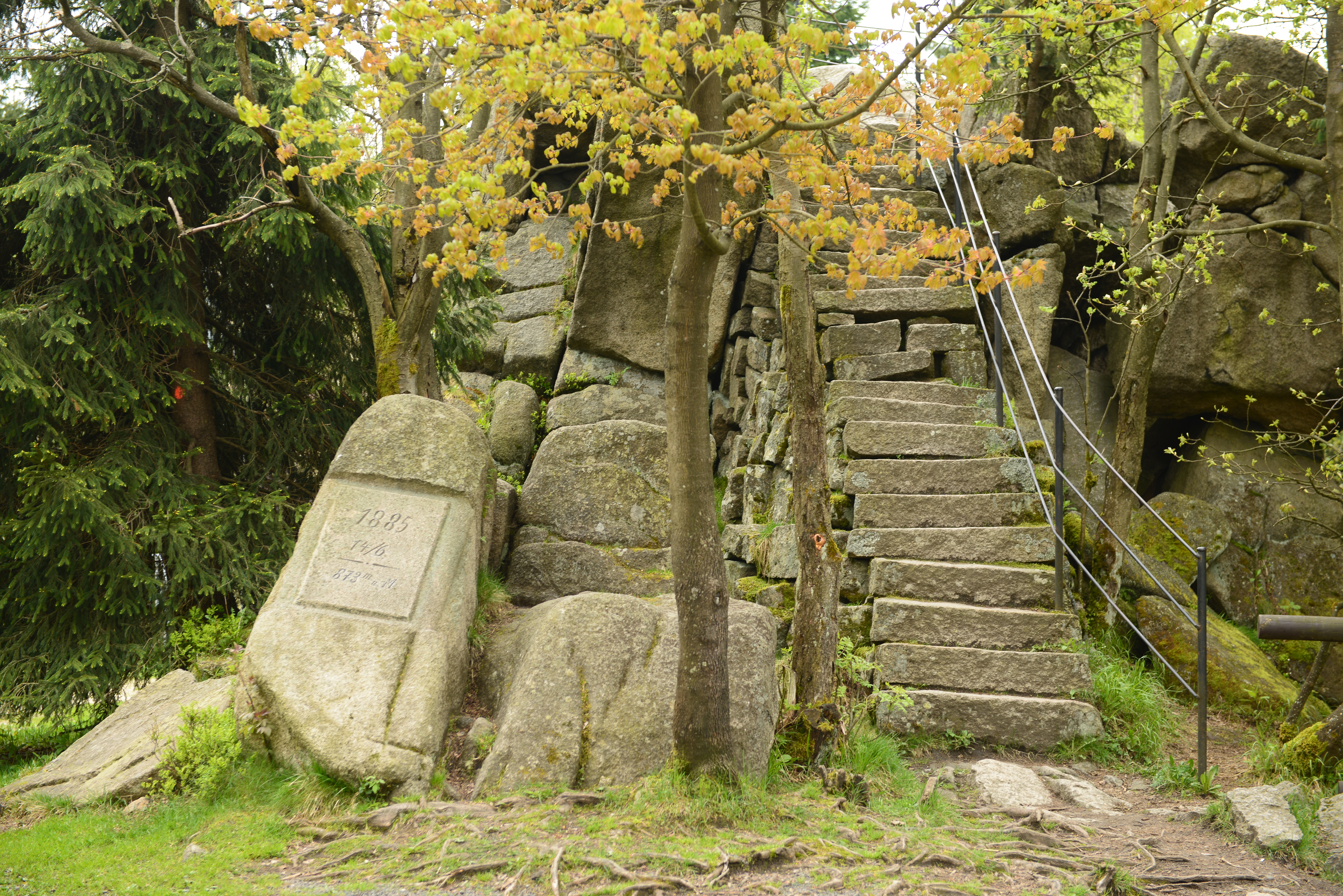
Treppe zum Gipfelfelsen
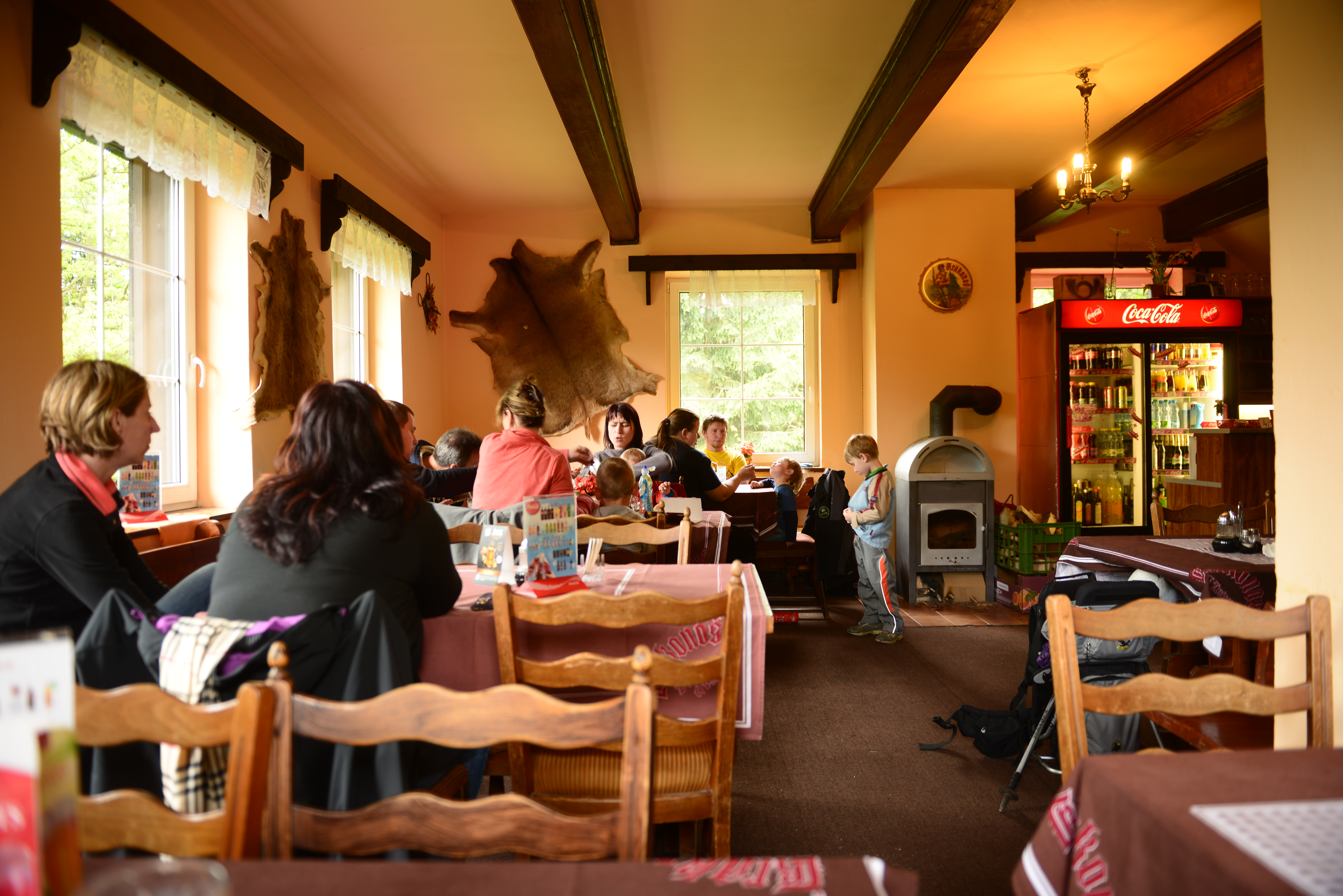
Restaurant

## Wanderwege
Von der Schwarzbrunnkoppe führen Wanderwege
- über Dolní Černá Studnice (Unter Schwarzbrunn) und Maršovice (Marschowitz) nach Rychnov nad Nisou (Reichenau) (grüne Markierung)
- nach Jablonec nad Nisou (Gablonz) (grüne Markierung)
- über Nová Ves nad Nisou (Neudorf an der Neiße) und den Aussichtsturm Nisanka (637 m) nach Lučany nad Nisou (Wiesental) und weiter zum Aussichtsturm Bramberk (787 m, Bramberg) (rote Markierung)
- über Berany und Smržovka (Morchenstern) zum Aussichtsturm Bramberk (blaue Markierung)
- über den Černostudniční hřeben (Schwarzbrunnkamm) auf dem (Bengler-Weg) über Pustina (831 m), Muchov (787 m, Fliegenstein) und die Theresienhöhe (623 m, Terezínka) nach Tanvald (Tannwald) (rote Markierung)
- sowie der Radweg „Hřebenovka“ nach Vrkoslavice (Seidenschwanz), jetzt Stadtteil von Gablonz.

## Fußnote
1. ↑  Heinrich Zib: Wanderskizzen aus Nordböhmen. (…) Hiezu vier Bilder (…). In: Der Naturfreund, Jahrgang 1912, XVI. Jahrgang, S. 36–41. (online bei ANNO).